# Station Nishi-Kizu
Station Nishi-Kizu (西木津駅,  Nishi-Kizu-eki) is een spoorwegstation in de Japanse stad Kizugawa. Het wordt aangedaan door de Gakkentoshi-lijn. Het station heeft één spoor, gelegen aan een enkel zijperron. 

## Treindienst

### JR West
| 1 | ■ Gakkentoshi-lijn | richting Shijōnawate en Kyōbashi |
| 1 | ■ Gakkentoshi-lijn | richting Kizu                    |

## Geschiedenis
Het station werd in 1952 geopend.

## Stationsomgeving
- Saganaka-schrijn
- Autoweg 163

Kizu · Nishi-Kizu · Hōsono · Shimokoma · JR Miyamaki · Dōshisha-mae · Kyōtanabe · Ōsumi · Matsuiyamate · Nagao · Fujisaka · Tsuda · Kawachi-Iwafune · Hoshida · Higashi-Neyagawa · Shinobugaoka · Shijōnawate · Nozaki · Suminodō · Kōnoikeshinden · Tokuan · Hanaten · Shigino · Kyōbashi